# Ребухіто
Ребухіто (ісп. Rebujito) — коктейль, винайдений в Андалусії, який поєднує херес (мансанія або фіно) і газований безалкогольний напій, як правило, білий лимонад або лимонно-лаймову газовану воду, наприклад спрайт або 7 Up.
Ребухіто є поширеним напоєм в Андалусії, типовим для Севільського та інших іспанських ярмарків, зокрема у Хересі.
Подається із кубиками льоду та листям м'яти.